# Jakub Skála
Jakub Skála (né le 15 décembre 1993) est un coureur cycliste tchèque spécialisé dans la pratique du cyclo-cross, membre de l'équipe ČEZ Cyklo Tábor.

## Palmarès
- 2010-2011
  -  Champion de République tchèque de cyclo-cross juniors
  - Superprestige juniors #5, Gieten
  -  Médaillé d'argent du championnat d'Europe de cyclo-cross juniors
  - 4e du championnat du monde de cyclo-cross juniors
- 2013-2014
  - Toi Toi Cup #1, Uničov
- 2014-2015
  - Classement général de la Toi Toi Cup :
    - Toi Toi Cup #2, Louny
    -  Toi Toi Cup #4, Hlinsko
    - Toi Toi Cup #6, Kolin

  -  Médaillé de bronze au championnat d'Europe de cyclo-cross espoirs